# Carya cordiformis
Carya cordiformis (карія серцеподібна, гікорі серцеподібне) — вид квіткових рослин з родини горіхових (Juglandaceae). Ареал: Канада (пд. Квебек, пд. Онтаріо), США (Коннектикут, Індіана, Массачусетс, Мічиган, Нью-Гемпшир, Нью-Джерсі, Нью-Йорк, Огайо, Пенсільванія, Род-Айленд, Вермонт, Західна Вірджинія, Іллінойс, Айова, Канзас, Міннесота, Міссурі, Небраска, Оклахома, Вісконсін, Алабама, Арканзас, Делавер, Флорида, Джорджія, Кентуккі, Луїзіана, Меріленд, Міссісіпі, Північна Кароліна, Південна Кароліна, Теннессі, Вірджинія, Техас); натуралізований: Польща; інтродукований: Німеччина, Литва, Україна.

## Екологія
Населяє річкові заплави, добре дреновані схили пагорбів і вапнякові галявини; на висотах 0–900 метрів.

## Біоморфологічна характеристика
Це листопадне, однодомне дерево 35–52 метри. Діаметр стовбура сягає понад 1,2 метра, рідко понад 1,7 метра. Кора сіра або бурувата, гладка або ребриста або відшаровується з дрібними пластинчастими лусочками. Гілочки коричневі, тонкі, голі, за винятком лускатого кінчика. Кінцеві бруньки від сірчано-коричневого до жовто-коричневого кольору, довгасті, 10(19) мм, щільно лускаті з жовтими залозистими лусочками, біля верхівки волосисті. Листя 2–4 дм; черешок 3–7 см, голий біля основи, ворсистий біля хребта. Листочків (5)7–9(13), пластини яйцювато-ланцетні, рідко серпуваті, 3–19 × 1–7 см, по краях від тонко- до грубо-пилчастих, верхівка загострена; поверхні абаксіально світло-зелені й ворсинчасті в молодості, особливо вздовж головної жилки, адаксіально (верх) середньо-зелені й голі, лише ворсинчаті вздовж середньої жилки біля основи. Осіннє забарвлення листя золотисто-жовте. Тичинкові сережки до 16 см, стебла без волосків або ворсисті, пиляки ворсисті. Плоди ростуть групами по два-три, коричневі, циліндричні, обернено-яйцеподібні або майже кулясті, не стислі або злегка стиснуті, 2–3 × 2–3.2 см; лушпиння 2–3 мм завтовшки, шви крилаті; горіхи світло-коричневі, від еліпсоїдної до яйцевидної форми, не стиснуті або лише злегка стиснуті, не кутасті, гофровані. Насіння гірке. 2n = 32.

## Використання
Деревина досить важка, часто використовується (у виробництві меблів, підлоги, сходів, інструментів, та ін.), але не дуже цінна. Завдяки аромату, який виділяється під час копчення, його іноді використовували і використовують для копчення м'яса. Колись насіння використовували для виготовлення лампадної олії. Також вважалося, що олія має протиревматичні властивості. Дерево використовують у парках через його гарні осінні кольори.

## Галерея

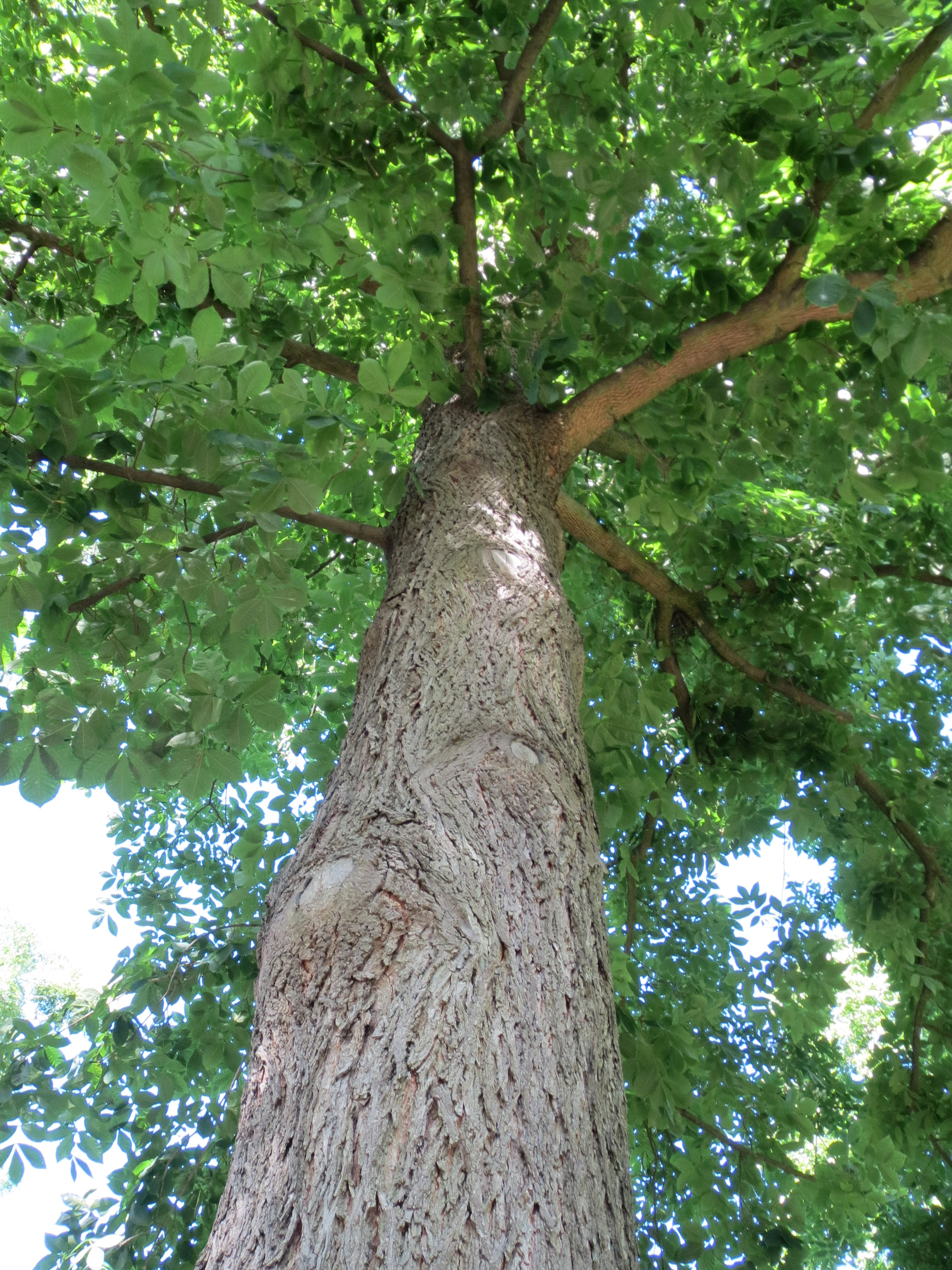
Стовбур
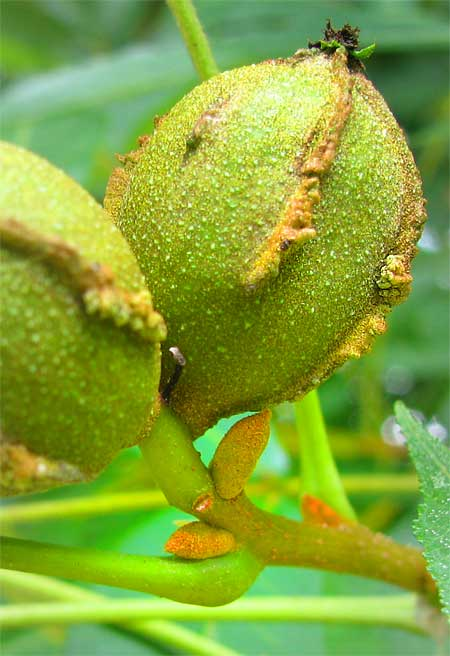
Незрілі плоди